# Red Pike
Meilleure cryptanalyse
C. Mitchell, S. Murphy, F. Piper, P. Wild (1996)
Red Pike est un algorithme de chiffrement par bloc classifié par le gouvernement britannique. L'algorithme a été proposé par le GCHQ pour une utilisation au sein du National Health Service sans toutefois restreindre son utilisation à cette seule entité gouvernementale. Il a été certifié comme apte à chiffrer les données Restricted.
Peu d'informations ont filtré à son sujet sauf qu'il s'agit d'un chiffrement sur un bloc de 64 bits avec une clé de 64 bits. D'après un rapport émanant de quatre experts académiques qui ont été cités à leur tour dans un papier de Ross Anderson et Markus Kuhn, Red Pike utilise « les mêmes opérations basiques que celles de RC5 » (addition, XOR et décalage à gauche) et « ne possède pas de tables, pratiquement pas de key schedule et ne demande qu'environ 5 lignes de code ». De plus, « l'influence de chaque bit de la clé produit rapidement un effet avalanche » et « chaque chiffrement nécessite environ 100 opérations ».
Thames Bridge et Rambutan sont les noms d'autres chiffrements classifiés par le Royaume-Uni.